# NGC 772
NGC 772 (również PGC 7525 lub UGC 1466) – galaktyka spiralna (Sb), bez poprzeczki, znajdująca się w gwiazdozbiorze Barana w odległości około 111 milionów lat świetlnych od Ziemi. Została odkryta 29 listopada 1785 roku przez Williama Herschela. Galaktyka ta ma około 240 000 lat świetlnych średnicy.

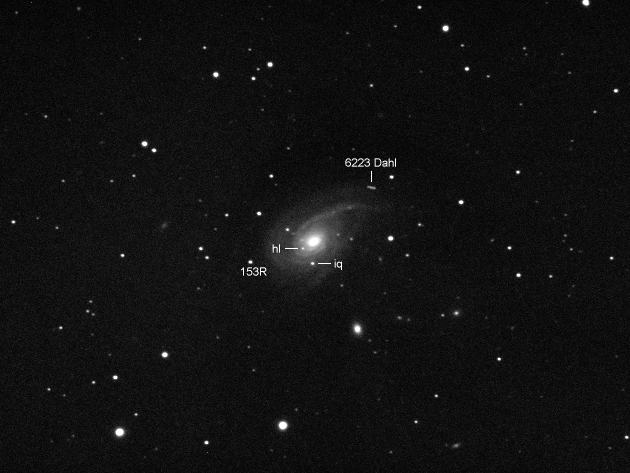
NGC 772 z dwiema supernowymi (SN 2003hl i SN 2003iq)

NGC 772 jest w trakcie kolizji z sąsiednią, znacznie mniejszą galaktyką eliptyczną NGC 770. Ta para oddziałujących ze sobą grawitacyjnie galaktyk została skatalogowana jako Arp 78 w Atlasie Osobliwych Galaktyk. Dwie kolejne małe galaktyki, położone w odległości około 1,3 miliona lat świetlnych (400 kiloparseków) od NGC 772 również są związane fizycznie z tym układem.
Do tej pory w NGC 772 zaobserwowano dwie supernowe – SN 2003hl i SN 2003iq.

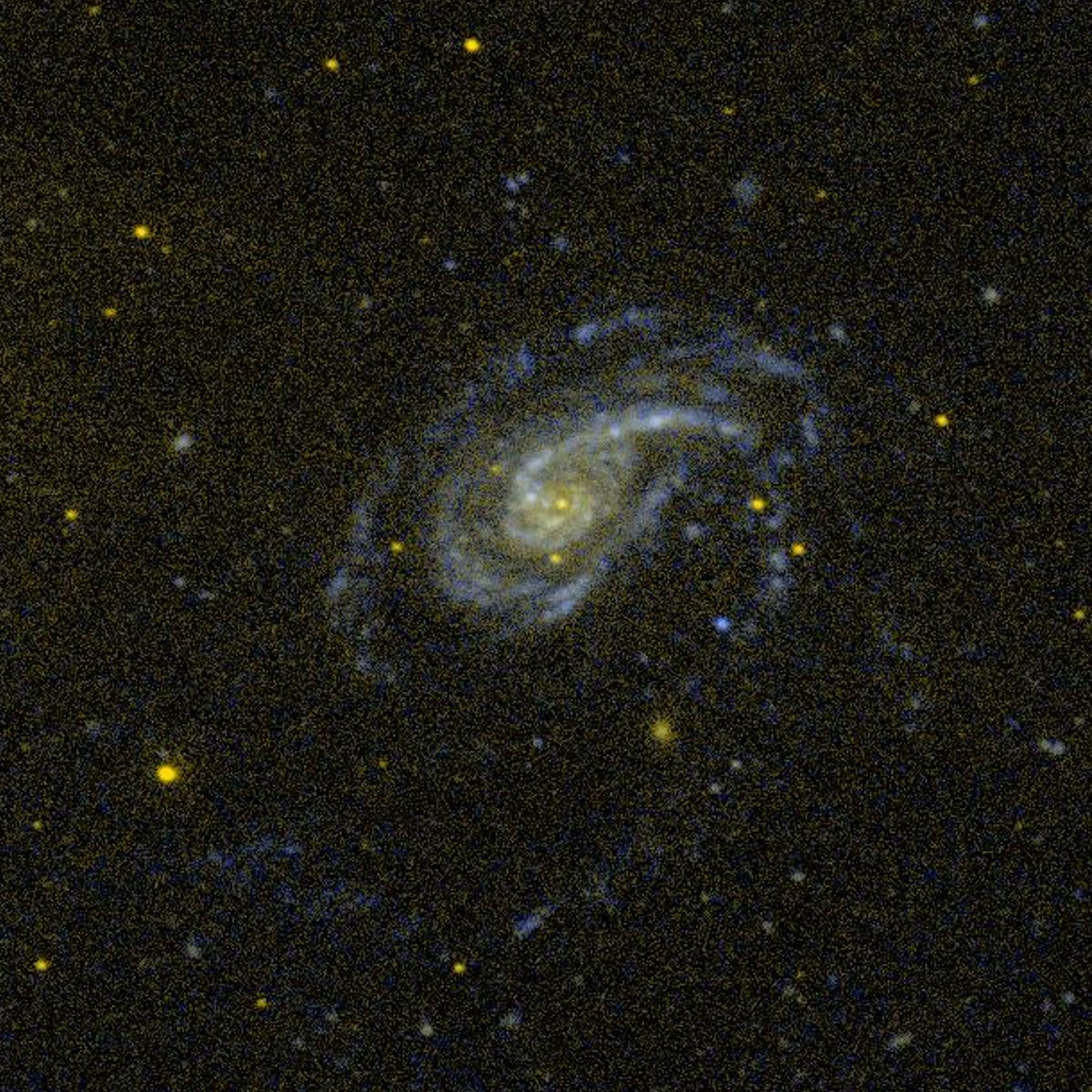
Struktura galaktyki widoczna w ultrafiolecie, zdjęcie z satelity GALEX